# Omar Pjakadze
Omar Pjakadze –en ruso, Омар Пхакадзе; en georgiano, ომარ ფხაკაძე– (Kutaisi, URSS, 12 de agosto de 1944–Tiflis, Georgia, 21 de mayo de 1993) es un deportista soviético de origen georgiano que compitió en ciclismo en la modalidad de pista, especialista en la prueba de velocidad individual.
Participó en tres Juegos Olímpicos de Verano, entre los años 1964 y 1972, en la disciplina de velocidad individual, obteniendo una medalla de bronce en Múnich 1972 y el cuarto lugar en México 1968.
Ganó tres medallas en el Campeonato Mundial de Ciclismo en Pista entre los años 1965 y 1969.

## Medallero internacional
| Juegos Olímpicos   | Juegos Olímpicos        | Juegos Olímpicos  | Juegos Olímpicos         |
| Año                | Lugar                   | Medalla           | Competición              |
| ------------------ | ----------------------- | ----------------- | ------------------------ |
| 1972               | Múnich ( RFA)           | Medalla de bronce | Velocidad individual     |
| Campeonato Mundial |                         |                   |                          |
| Año                | Lugar                   | Medalla           | Competición              |
| 1965               | San Sebastián ( España) | Medalla de oro    | Velocidad individual (A) |
| 1966               | Fráncfort ( RFA)        | Medalla de bronce | Velocidad individual (A) |
| 1969               | Brno ( Checoslovaquia)  | Medalla de plata  | Velocidad individual (A) |

## Palmarés
- 1963
  -  Campeón de la Unión Soviética de Velocidad
- 1964
  -  Campeón de la Unión Soviética de Velocidad
- 1965
  -  Campeón del mundo de Velocidad amateur
- 1967
  - 1.º en el Gran Premio de Copenhague en velocidad amateur
- 1971
  - 1.º en el Gran Premio de Copenhague en velocidad amateur
- 1972
  -  Medalla de bronce en los Juegos Olímpicos de Múnich en Velocidad individual